# Хуэй-ван (царство Вэй, эпоха Чжаньго)
Вэйский Хуэй-ван (魏惠王) или Лянский Хуэй-ван (梁惠王; 400 г. до н. э. — 319 г. до н. э.) — правитель царства Вэй в период Сражающихся царств, сын вэйского У-хоу (魏武侯). Имя, данное при рождении — Ин (罃 или 婴), Хуэй — посмертное имя. Также известен как лянский Хуэй-ван, потому что во время военных действий перенёс столицу царства из Аньи (安邑) в Далян (大梁).
Для поддержания авторитета присвоил себе титул ван и привлекал на службу известных людей своего времени, но в делах управления прибегал к произволу. Древнекитайский философ Мэн-цзы неоднократно пытался убедить его следовать пути идеальных правителей прошлого, что отражено в трактате «Мэнцзы».